# Buell Blast
La Buell Blast è una motocicletta prodotta dalla casa motociclistica statunitense Buell dal 2000 al 2009.

## Descrizione
È alimentata da un motore monocilindrico dalla cilindrata totale di 491.64 cm³,raffreddato ad aria con distribuzione a due valvole comandate da aste e bilancieri.
La Blast è stata concepita come una motocicletta entry-level, caratterizzata da trasmissione finale a cinghia, alzavalvole idrauliche autoregolanti e un carburatore con starter automatico. Il motore è stato derivato dal propulsore V2 Evolution Sportster della Harley con un cilindro in meno. Le parti in plastica della carena sono stati realizzati in Surlyn, una sostanza utilizzata per realizzare le palline da golf.